# Konrad von Wangenheim
Konrad Kuno Cay Freiherr von Wangenheim (* 20. August 1909 in Hannover; † 28. Januar 1953 bei Stalingrad) war ein deutscher Kavallerieoffizier aus der Familie von Wangenheim. Er gehörte als Reiter der deutschen Mannschaft im Vielseitigkeitsreiten bei den Olympischen Sommerspielen 1936 an, die die Goldmedaille gewann.

## Leben
Wangenheim war der Sohn des späteren Majors Lutz Freiherr von Wangenheim (1873–1919), der an den Kriegsfolgen starb. Seine Mutter war die aus Mecklenburg stammende Sophie von Döring (1879–1941), Tochter der Ottlilie Gräfin Brockdorff-Ahlefeldt und des Gutsbesitzers Ernst-August von Döring-Badow. Nach dem Besuch der höheren Schule schlug Wangenheim die Offizierslaufbahn im Reiterregiment 8 ein. Er gehörte zu den besten Reitern in der Reichswehr. Sein jüngerer Bruder Ernst-August Freiherr von Wangenheim wurde ebenfalls aktiver Offizier und schied als Brigadegeneral aus der Bundeswehr aus. 
Beim Geländeritt der Olympischen Spiele 1936 stürzte er mit seinem Pferd Kurfürst am vierten Hindernis und brach sich das linke Schlüsselbein. Trotz der Verletzung stieg er wieder auf sein Pferd und beendete den Ritt. Verletzt, mit dem Arm in der Schlinge, startete er am folgenden Tag im Springen, das er trotz eines erneuten Sturzes von Reiter und Pferd in der Zeit beenden konnte, so dass er die Goldmedaille für die deutsche Mannschaft rettete.
Diese Begebenheit wurde in Leni Riefenstahls Film Olympia – Fest der Schönheit als kämpferisches Vorbild verarbeitet. 2014 entstand der Kurzfilm Konrad & Kurfürst von Esther Urlus.
1940 heiratete Wangenheim im schlesischen Brieg Ingeborg Neugebauer, Tochter eines Fabrikbesitzers. Sie hatten zwei Kinder. Der Sohn war der deutsch-US-amerikanischen Modefotografen Christoph „Chris“ von Wangenheim (1942–1981). Die Tochter Marielisa wurde 1942 in Brieg geboren. Beide Kinder waren wie die Mutter katholischen Glaubens.
1944 geriet Oberstleutnant von Wangenheim in sowjetische Kriegsgefangenschaft, wo er im Februar 1953 erhängt aufgefunden wurde. Es ist unklar, ob er ermordet wurde oder Selbstmord beging. Seine Witwe lebte in den 1950er Jahren in München.

## Genealogie
- Hans Friedrich von Ehrenkrook, Carola von Ehrenkrook, Friedrich Wilhelm Euler, Jürgen von Flotow, Walter von Hueck, u. a.: Genealogisches Handbuch der Freiherrlichen Häusen. A (Uradel). 1956. Band II, Band 13 der Gesamtreihe GHdA, C. A. Starke Verlag, Glücksburg (Ostsee) 1956, S. 534–536.